# Nutley
Nutley ist ein Township im Essex County des Bundesstaats New Jersey in den USA. Das U.S. Census Bureau ermittelte bei der Volkszählung 2020 eine Einwohnerzahl von 30.143.

## Geographie
Nach dem United States Census Bureau hat die Stadt eine Gesamtfläche von 8,9 km², davon 8,7 km² Land und 0,2 km² (1,75 %) Wasser.

## Demographie
Nach der Volkszählung von 2000 gibt es 27.362 Menschen, 10.884 Haushalte und 7.368 Familien in der Stadt. Die Bevölkerungsdichte beträgt 3.134,9 Einwohner pro km². 87,95 % der Bevölkerung sind Weiße, 1,87 % Afroamerikaner, 0,05 % amerikanische Ureinwohner, 7,10 % Asiaten, 0,04 % pazifische Insulaner, 1,75 % anderer Herkunft und 1,24 % Mischlinge. 6,69 % sind Latinos unterschiedlicher Abstammung.
Von den 10.884 Haushalten haben 29,3 % Kinder unter 18 Jahre. 54,0 % der Haushalte bestehen aus verheirateten, zusammenlebenden Paare, 10,5 % sind alleinerziehende Mütter, 32,3 % sind keine Familien, 27,9 % bestehen aus Singlehaushalten und in 11,4 % sind die Bewohner älter als 65. Die Durchschnittshaushaltsgröße beträgt 2,51, die Durchschnittsfamiliengröße 3,11.
21,8 % der Bevölkerung sind unter 18 Jahre alt, 6,4 % zwischen 18 und 24, 31,6 % zwischen 25 und 44, 24,1 % zwischen 45 und 64, 16,1 % älter als 65. Das Durchschnittsalter beträgt 39 Jahre. Das Verhältnis Frauen zu Männer beträgt 100:89,4, für Menschen älter als 18 Jahre beträgt das Verhältnis 100:85,0.
Das jährliche Durchschnittseinkommen der Haushalte beträgt 59.634 USD, das Durchschnittseinkommen der Familien 73.264 USD. Männer haben ein Durchschnittseinkommen von 51.121 USD, Frauen 37.100 USD. Der Prokopfeinkommen der Stadt beträgt 28.039 USD. 4,8 % der Bevölkerung und 3,4 % der Familien leben unterhalb der Armutsgrenze, davon sind 4,4 % Kinder oder Jugendliche jünger als 18 Jahre und 7,9 % der Menschen sind älter als 65.
| Jahr       | 1980   | 1990   | 2000   | 2010   | 2020   |
| ---------- | ------ | ------ | ------ | ------ | ------ |
| Einwohner¹ | 28.998 | 27.099 | 27.362 | 28.370 | 30.143 |

¹ 1980–2020: Volkszählungsergebnisse des US Census Bureau

## Söhne und Töchter der Stadt
- Julian Bigelow (1913–2003), Elektroingenieur
- Jackie Paris (1926–2004), Jazz-Sänger und Gitarrist
- Robert Blake (1933–2023), Schauspieler
- Martha Stewart (* 1941), Fernsehmoderatorin, Fernsehköchin, Unternehmerin und Autorin
- Lynne Viola (* 1955), Historikerin
- Balls Mahoney (1972–2016), Wrestler
- Nick Zano (* 1978), Schauspieler und Model
- Rachel Breton (* 1990), Fußballspielerin

## Nachweise
1. ↑  www.nutleynj.org. (abgerufen am 23. Dezember 2024).
2. ↑  Explore Census Data Total Population in Nutley township, Essex County, New Jersey. US Census Bureau, abgerufen am 23. Dezember 2024 (englisch).